# República Autônoma Albanesa de Korçë
República Autônoma Albanesa de Korçë (em albanês:  Republika Autonome Shqipëtare e Korçës) foi um Estado autônomo que foi estabelecido em 1916 pelas forças francesas locais, após a cidade de Korçë cair sob seu controle durante a Primeira Guerra Mundial, e que durou até 1920.
Devido à evolução da Frente Macedônia da Primeira Guerra Mundial a cidade de Korçë ficou sob controle francês (1916-1920). Durante esse tempo, 14 representantes de Korçë e o coronel francês Descoins assinaram um protocolo que proclamou a República Autônoma Albanesa de Korçë sob a proteção militar do exército francês e com Themistokli Gërmenji como Prefeito da Polícia.
As novas autoridades introduziram o albanês como língua oficial e restituíram as escolas gregas com as albaneses, que foram proibidas durante a administração grega da cidade.  Houve também uma escola francesa em Korçë e um de seus muitos estudantes foi Enver Hoxha,  que foi aprendiz (1927-1930) e depois professor (1937-1939).  Ele viria se tornar o primeiro-secretário do Partido do Trabalho da Albânia, servindo desde 1941 até sua morte em 1985. 